# 武汉大学生命科学学院

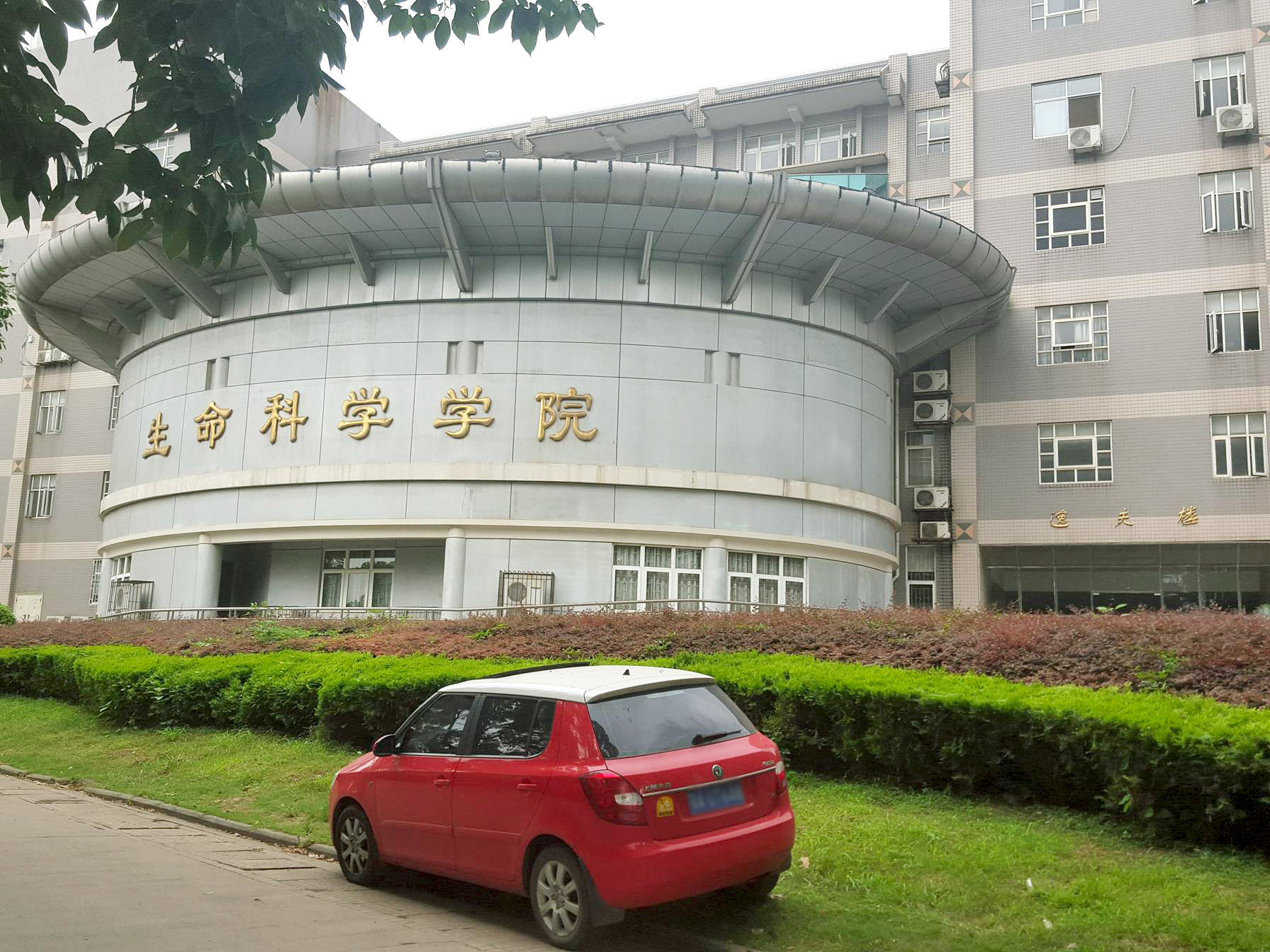
武漢大學生命科學學院

武汉大学生命科学学院是武汉大学的一个学院，位于主校区。
生命科学学院的历史最早可追溯到1893年武汉大学建校之初设立的培养博物学人才的格致学部，1922年后成立生物学系，1978年成立病毒学系，1992年生物学系、病毒学系和生物工程研究中心合并为生命科学学院。
学院设有生物化学系、细胞生物学系、遗传学系、微生物学系、植物科学系、病毒学系和生态学系，建有病毒学国家重点实验室、杂交水稻国家重点实验室、湖北梁子湖湖泊生态系统国家野外科学观测站、细胞稳态湖北省重点实验室、湖北省生物学基础学科研究中心等研究平台。
学院有教职工近200人，其中中国科学院院士3名, “国家杰出青年科学基金”获得者11名。
生命科学学院在校学生1600余人, 有3个本科专业、10个硕士专业和9个博士专业。